# Ausbeutemünze
Eine Ausbeutemünze – wegen der entsprechenden Häufigkeit auch oft Ausbeutetaler genannt – ist eine historische Münze, die aus dem Metall geprägt ist, das aus dem Erz eines bestimmten Bergwerks gewonnen wurde. Die weitaus meisten Ausbeuteprägungen sind aus Silber.
Ausbeutemünzen waren normale gesetzliche Zahlungsmittel, die sich jedoch durch besondere Prägebilder von den üblichen Umlaufmünzen unterschieden und häufig zu bestimmten Jubiläen in Umlauf gebracht wurden.

## Varianten
Es gab nicht nur „Taler“, sondern auch Teilstücke davon, Ausbeutedukaten, Löser und andere Prägungen.